# 普羅維傑尼亞灣

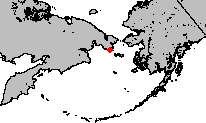

64°25′00″N 173°24′00″W / 64.41667°N 173.40000°W
普羅維傑尼亞灣（俄语：Бухта Провидения），是俄羅斯的海灣，位於該國東部楚科奇半島，屬於白令海中阿納德爾灣的一部分，該海灣寬34公里，平均水深150米。